# Nova Ukraiina, Kozelșciîna
Nova Ukraiina (în ucraineană Нова Україна) este un sat în comuna Rîbalkî din raionul Kozelșciîna, regiunea Poltava, Ucraina.

## Demografie
Componența lingvistică a localității Nova Ukraiina
     Ucraineană (94,29%)
     Maghiară (2,86%)
     Rusă (2,86%)
Conform recensământului din 2001, majoritatea populației localității Nova Ukraiina era vorbitoare de ucraineană (94,29%), existând în minoritate și vorbitori de rusă (2,86%) și maghiară (2,86%).